# Costus viridis
Costus viridis là một loài thực vật có hoa trong họ Costaceae. Loài này được S.Q.Tong mô tả khoa học đầu tiên năm 1989.